# Sint-Jozefkerk (Smakt, 1969)

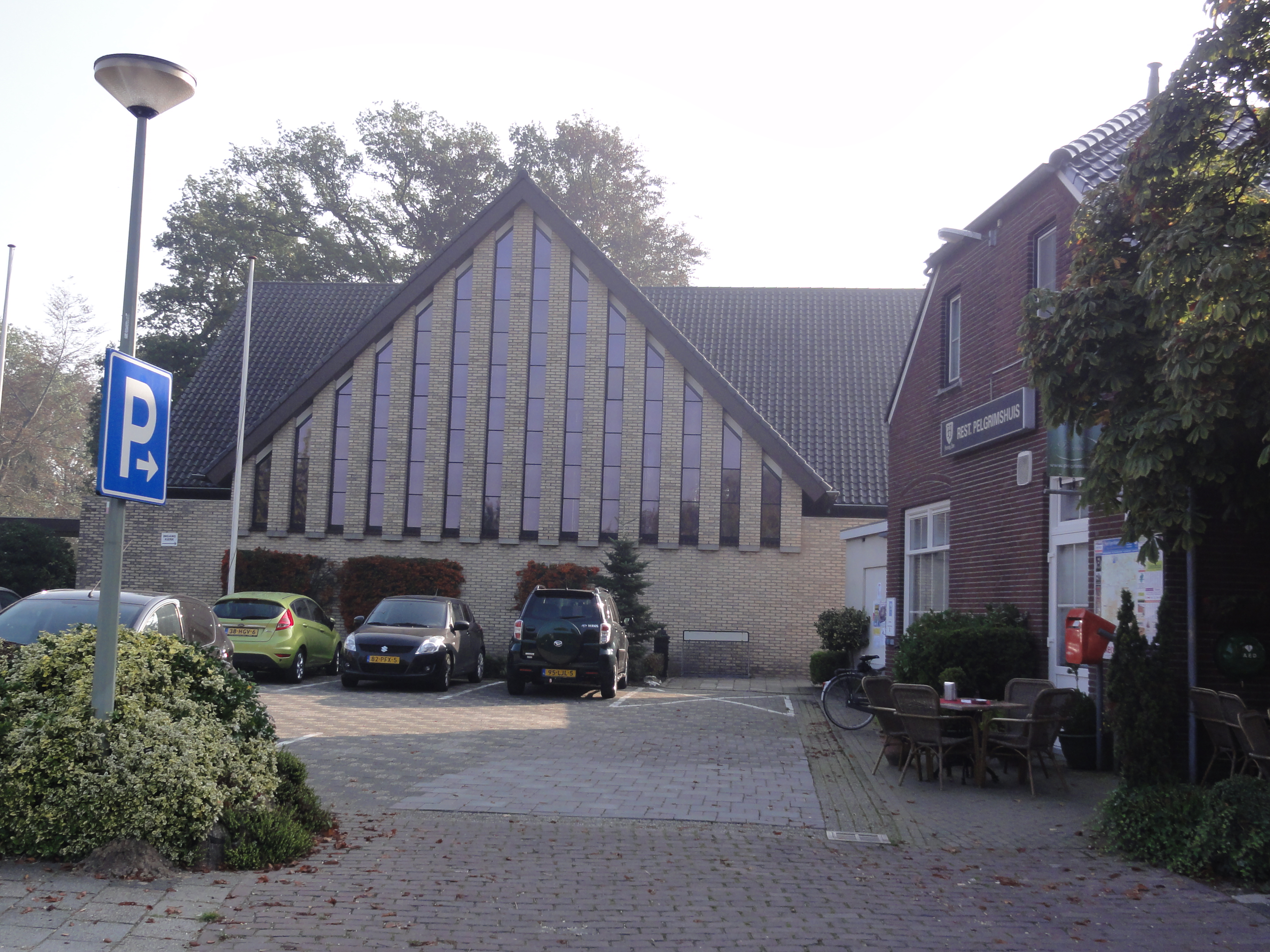
Sint-Jozefkerk

De Sint-Jozefkerk is een klooster- en bedevaartskerk te Smakt aan Sint-Jozeflaan 56-58.
Het is de opvolger van de oude Sint-Jozefkerk uit 1887. Het rectoraat werd in 1949 overgedragen aan de Ongeschoeide Karmelieten. Het oude kerkje was te klein geworden en er werd geld ingezameld voor een nieuwe, grotere kerk. Deze werd ingewijd in 1969. De architect was Jozef Fanchamps.
De moderne bakstenen kerk maakt deel uit van het bedevaartcomplex en is een centraalbouwkerk met kruisvormig dak: Twee elkaar snijdende zadeldaken. Er zijn vier topgevels: Twee zonder vensters, waarvan een voor de kloosteringang en een voor de ingang van de bedevaartgangers. De twee overige topgevels zijn de zijgevels en die hebben een reeks hoge, rechthoekige vensters.
Het orgel is een Verschueren-orgel uit 1962.
Het interieur is sober. Opvallend zijn het doopvont, het tabernakel en een beeltenis van Sint-Jozef.